# Irmgard Emmelhainz
Irmgard Emmelhainz (Ciudad de México, 1977) es una escritora, traductora e investigadora mexicana, reconocida por su trabajo en estética y geopolítica, así como su crítica al neoliberalismo. Sus líneas de investigación incluyen temas como el feminismo, la política, el arte y la cultura.
Es integrante del Sistema Nacional de Creadores y fue beneficiaria de una beca del Fondo Nacional para la Cultura y las Artes de 2018 a 2020.

## Trayectoria
Como docente ha impartido cursos, conferencias y seminarios en diversas instituciones como Americas Society, Escuela de Graduados de Diseño de Harvard, Universidad de California en San Diego, Bienal de Sharjah, Universidad de Texas, Museo Munch, la Feria Internacional del Libro en el Zócalo, Museo de Arte Moderno de Nueva York, entre otros.  
Cuando cursaba el doctorado en la Universidad de Toronto, viajó a Palestina ya que el tema de su tesis era el tratamiento de la ocupación israelí de los territorios palestinos en el cine de Jean-Luc Godard, de ese viaje e investigación se desprenden dos de sus obras.
En 2016 fue galardonada con el Premio Alberto Elena por Cine militante: Del internacionalismo a la política sensible neoliberal.

En julio de 2025, después de dar clases durante 10 años, la universidad CENTRO la despidió posterior a la proyección de documentales de Palestina, según lo planteado en el comunicado oficial:
En mi experiencia, actualmente hay dos temas tabú en Centro: el genocidio del pueblo palestino y la educación en la perspectiva de género. Por eso, hago un llamado a la comunidad académica de Centro a defender la libertad de expresión y la libertad de cátedra, y a hacer conciencia de que a raíz de la pandemia, ha disminuido la tolerancia y se ha enrarecido el ambiente en los salones de clases. 

## Obra
Sus textos han sido publicados en diversas revistas especializadas en cine, arte, política y cultura, y traducidos a varios idiomas, incluyendo chino, alemán, italiano, serbio, noruego, inglés, francés, árabe, español y hebreo
- Un chant d’amour (RM Editores, 2009)
- Alotropías en la trinchera evanescente: estética y geopolítica en la era de la guerra total (BUAP, 2012)
- El cielo está incompleto: Cuadernos de viaje en Palestina (Taurus 2017, Vanderbilt 2023)
- Eros y semiocapitalismo : ¿la pérdida del otro y el fin del amor? (CONACULTA, 2017)
- Jean-Luc Godard's Political Filmmaking (Palgrave Macmillan, 2019)
- La tiranía del sentido común: la reconversión neoliberal de México (SUNY 2021, Debate 2023)
- Amores tóxicos, futuros imposibles: el vivir feminista como manera de resistencia (Vanderbilt 2022, Taurus 2022)
- Envíos de otros mundos posibles (Ejercicios de imaginación radical) (Bajo Tierra, 2023).
- Coordinó la antología de ensayos críticos Contrahistoria del "pueblo" mexicano (2025).[8][1][9][10][11]

También ha sido publicada  entre otros en The Funambulist, Le magazine du Jeu de Paume, e-flux journal, Horizontal, Nexos, Terremoto, Revista Común, así como en la Revista de la Universidad. 